# NGC 3615
NGC 3615 је елиптична галаксија у сазвежђу Лав која се налази на NGC листи објеката дубоког неба.
Деклинација објекта је + 23° 23' 51" а ректасцензија 11h 18m 6,5s. Привидна величина (магнитуда) објекта NGC 3615 износи 12,8 а фотографска магнитуда 13,8. NGC 3615 је још познат и под ознакама UGC 6313, MCG 4-27-12, CGCG 126-21, PGC 34535.